# Ligat ha'Al 2004-2005 (pallacanestro)
La Ligat ha'Al 2004-2005 è stata la 51ª edizione del massimo campionato israeliano di pallacanestro maschile. La vittoria finale è stata ad appannaggio del Maccabi Tel Aviv.

## Regular season
|  |     | Squadra               | G  | V  | P  | PF   | PS   | PF/PS | Pt | Qualificazione            |
|  | --- | --------------------- | -- | -- | -- | ---- | ---- | ----- | -- | ------------------------- |
|  | 1.  | Maccabi Tel Aviv      | 22 | 21 | 1  | 2222 | 1737 | +485  | 43 | playoffs                  |
|  | 2.  | Hapoel Galil Elyon    | 22 | 13 | 9  | 1846 | 1904 | -58   | 35 | playoffs                  |
|  | 3.  | Ironi Ashkelon        | 22 | 13 | 9  | 1899 | 1824 | +75   | 35 | playoffs                  |
|  | 4.  | Hapoel Gerusalemme    | 22 | 12 | 10 | 1848 | 1733 | +115  | 34 | playoffs                  |
|  | 5.  | Hapoel Tel Aviv       | 22 | 11 | 11 | 1809 | 1878 | -69   | 33 | playoffs                  |
|  | 6.  | Ironi Nahariya        | 22 | 11 | 11 | 1821 | 1846 | -25   | 33 | playoffs                  |
|  | 7.  | Maccabi Giv'at Shmuel | 22 | 10 | 12 | 1908 | 1954 | -46   | 32 | playoffs                  |
|  | 8.  | Maccabi Rishon LeZion | 22 | 9  | 13 | 1821 | 1811 | +10   | 31 | playoffs                  |
|  | 9.  | Bnei HaSharon         | 22 | 9  | 13 | 1768 | 1799 | -31   | 31 |                           |
|  | 10. | Ramat HaSharon        | 22 | 9  | 13 | 1917 | 2029 | -112  | 31 |                           |
|  | 11. | Mac. Petah Tiqwa      | 22 | 8  | 14 | 1788 | 1931 | -143  | 30 | retrocesse in Liga Leumit |
|  | 12. | Maccabi Haifa         | 22 | 6  | 16 | 1695 | 1896 | -201  | 28 | retrocesse in Liga Leumit |

## Playoffs

### Quarti di finale
| Squadra 1        | Tot. | Squadra 2          | Gara 1 | Gara 2 | Gara 3 | Gara 4 | Gara 5 |
| ---------------- | ---- | ------------------ | ------ | ------ | ------ | ------ | ------ |
| Maccabi Tel Aviv | 3-0  | Mac. Rishon LeZion | 97-74  | 98-65  | 88-81  |        |        |
| H. Gerusalemme   | 1-3  | Hapoel Tel Aviv    | 67-78  | 82-79  | 81-88  | 70-86  |        |
| Hap. Galil Elyon | 3-1  | Mac. Giv'at Shmuel | 78-74  | 70-81  | 89-70  | 84-74  |        |
| Ironi Ashkelon   | 3-2  | Ironi Nahariya     | 76-89  | 86-72  | 86-91  | 81-83  | 70-69  |

### Semifinali
|    | Squadra            | G | V | P | Pt | Qualificazione |
| -- | ------------------ | - | - | - | -- | -------------- |
| 1. | Maccabi Tel Aviv   | 6 | 6 | 0 | 12 | finale         |
| 2. | Hapoel Tel Aviv    | 6 | 3 | 3 | 9  | finale         |
| 3. | Hapoel Galil Elyon | 6 | 3 | 3 | 9  |                |
| 4. | Ironi Ashkelon     | 6 | 0 | 6 | 6  |                |

### Finale
|  | Finale |                  |                  |                  |    |     |     |  |
|  |        |                  |                  |                  |    |     |     |  |
|  | 1      | Maccabi Tel Aviv | Maccabi Tel Aviv | Maccabi Tel Aviv | 96 | 109 | 112 |  |
|  | 5      | Hapoel Tel Aviv  | Hapoel Tel Aviv  | Hapoel Tel Aviv  | 79 | 64  | 75  |  |